# Лившиц, Леа-Тути
Ле́а-Ту́ти Ли́вшиц (эст. Lea-Tuti Livšits; 22 сентября 1930, хутор Каарепере, близ Йыгева, Эстония — 23 ноября 1999, Тарту, Эстония) — эстонская художница.
Её отец Хуго Стурм — эстонский художник-наивист. Его работы находятся в Центре Кондаса в г. Вильянди.
Художественное образование художница получила на престижных в своё время заочных курсах изобразительных искусств при Тартуском художественном музее(окончила в 1967 году). Она — ученица известной эстонской акварелистки Валли Лембер-Богаткиной.
Наибольшую известность Л.-Т. Лившиц принесли её акварели и художественная графика (монотипия). Особенно ценятся её стохатипии (фрактальная монотипия).
При жизни художницы состоялось 20 персональных выставок её произведений, а также 30 — мемориальных. Для постоянной экспозиции работы художницы переданы в научно-художественную галерею Вирумааского колледжа ТТУ. В память о художнице, создательнице стохатипий, в 2005 году установлена мемориальная доска в г. Кохтла-Ярве.